# 剣持宣揚
剣持宣揚（けんもち のぶあき、1944年2月11日 - ）は日本の大蔵官僚。

## 来歴
東京都港区出身（父は群馬県、母は福島県）。宮城県仙台第一高等学校、東京大学法学部第1類（私法コース）卒業。東大法学部第1類（私法コース）在学中に国家公務員上級甲種試験（法律）を合格。1966年 大蔵省入省（主計局総務課）。1967年4月 国際金融局国際機構課。1968年4月 国際金融局付（留学）。1970年7月 国際金融局総務課企画調整係長。1971年7月 高山税務署長。1988年6月 造幣局東京支局長。1989年6月 派遣職員（国際復興開発銀行）。1992年6月 国税不服審判所次長。1993年9月 大臣官房審議官（大臣官房担当）。その後は東和フードサービス監査役。

## 略歴
- 1966年4月：大蔵省入省（主計局総務課）[4]。
- 1967年4月：国際金融局国際機構課。
- 1968年4月：国際金融局付（留学）。
- 1970年7月：国際金融局総務課企画調整係長[5]。
- 1971年7月：高山税務署長。
- 1972年7月：派遣職員（国際復興開発銀行）。
- 1975年7月：主税局国際租税課長補佐（総括）[7]。
- 1977年7月：銀行局保険部保険第一課。
- 1979年7月：関税局国際第一課長補佐。
- 1980年7月：関税局付（外務研修）。
- 1981年4月：外務省在ジュネーヴ国際機関日本政府代表部一等書記官。
- 1983年1月：外務省在ジュネーヴ国際機関日本政府代表部参事官。
- 1984年6月：関税局輸入課長。
- 1986年6月：関税局国際第一課長。
- 1988年6月：造幣局東京支局長。
- 1989年6月：派遣職員（国際復興開発銀行（世界銀行東京事務所長））。
- 1992年6月：国税不服審判所次長。
- 1993年9月：大臣官房審議官（大臣官房担当）。